# 4912-es mellékút (Magyarország)
A 4912-es mellékút egy csaknem 20 kilométeres hosszúságú, négyszámjegyű mellékút Szabolcs-Szatmár-Bereg vármegye déli részén: Újfehértót köti össze Nagykállóval.

## Nyomvonala
Újfehértó belterületétől délre ágazik ki a 4-es főútból, annak a 253+300-as kilométerszelvénye közelében, észak felé. Kezdeti szakaszán a 4-es főút régebbi, a város központján még átvezető nyomvonalát követi, mintegy 500 méter után már belterületen, a Debreceni út nevet viselve. A 3. kilométere után beletorkollik délnyugat felől a 3509-es út, mely Hajdúböszörménytől vezet idáig, pár száz méterrel arrébb pedig – a központban – a 3504-es út nyugat felől, Hajdúdorog irányából. A folytatásban már a Szent István út a nevet viseli, északkeleti irányt követve, egészen addig, amíg 5,5 kilométer után nem találkozik újra – egy körforgalmú csomópontban – a 4-es főúttal, amely ott a 258+600-as kilométerszelvénye táján jár. Kevéssel ezután eléri a Budapest–Záhony-vasútvonal Újfehértó vasútállomását, ahol még északabbi irányt vesz, majd 6,4 kilométer után keletnek fordulva keresztezi a vasút vágányait.
A síneken túl már Érpatak határain belül halad tovább, a község lakott területeit azonban nemigen érinti, a központjába csak a 49 121-es számú mellékút vezet be, amely 7,7 kilométer után ágazik ki az útból délkelet felé. 11,2 kilométer után átszeli Nagykálló határát, majd a város javarészt lakatlan külterületei között folytatódik. A 17. kilométere táján éri el az első nagykállói házakat, majd 17,4 kilométer után, Nagykálló vasútállomás térségének északi széle közelében, Újfehértói út néven átszeli a Nyíregyháza–Mátészalka–Zajta-vasútvonal vágányait. A síneken túl kiágazik belőle dél felé az állomást kiszolgáló 49 312-es számú mellékút, utána pedig már a város házai között húzódik, Széchenyi út néven. Utolsó, nagyjából egy kilométernyi szakasza már a Mártírok útja nevet viseli, kelet felé haladva, és egyetlen háztömbnyivel a vége előtt kiágazik belőle dél felé, Ludastó városrész, illetve Geszteréd irányába a 49 147-es számú mellékút. A központ déli részén ér véget, beletorkollva a 4102-es útba, annak a 20+100-as kilométerszelvénye közelében.
Teljes hossza, az országos közutak térképes nyilvántartását szolgáló kira.kozut.hu adatbázisa szerint 19,135 kilométer.

## Története
1934-ben nagyrészt mellékúti kiépítettségű útként létezett. Ez alól az újfehértói belterületi szakasza képezett kivételt, ami akkor, a kereskedelem- és közlekedésügyi miniszter 70 846/1934. számú rendelete értelmében másodrendű főútként a Berettyóújfalu–Debrecen–Záhony közti 36-os főút része volt. Később az útszakasz a 4-es főút része lett, és maradt is, addig, amíg el nem készült a város keleti elkerülője.
A Kartográfiai Vállalat 1990-ben megjelentetett Magyarország autóatlasza az újfehértói szakaszát kiépített, pormentes útként tünteti fel, fennmaradó részét eggyel gyengébb burkolatminőségre utaló jelöléssel, portalanított útként szerepelteti.

## Települések az út mentén
- Újfehértó
- (Érpatak)
- Nagykálló